# Zundra Feagin-Alexander
Zundra Feagin-Alexander (née le 12 juillet 1973) est une athlète américaine, spécialiste du 200 mètres.

## Biographie
Elle remporte la médaille de bronze du relais 4 × 400 mètres lors des Championnats du monde en salle 1993, à Maebashi, au Japon, en compagnie de Monique Hennagan, Michelle Collins et Shanelle Porter.

### Palmarès
| Date | Compétition                    | Lieu     | Résultat | Épreuve   |
| ---- | ------------------------------ | -------- | -------- | --------- |
| 1990 | Championnats du monde juniors  | Plovdiv  | 4e       | 100 m     |
| 1990 | Championnats du monde juniors  | Plovdiv  | 2e       | 200 m     |
| 1990 | Championnats du monde juniors  | Plovdiv  | 3e       | 4 × 100 m |
| 1999 | Championnats du monde en salle | Maebashi | 3e       | 4 × 400 m |

### Records
| Épreuve | Épreuve   | Performance | Lieu    | Date            |
| ------- | --------- | ----------- | ------- | --------------- |
| 200 m   | Plein air | 22 s 30     | Atlanta | 21 juin 1996    |
| 200 m   | Salle     | 23 s 29     | Atlanta | 27 février 1999 |